# Roman Iszczuk
Roman Iszczuk – ukraiński działacz społeczny, poseł do Sejmu Krajowego Galicji II kadencji (1867–1869), włościanin z Suszna.
Wybrany w IV kurii obwodu Złoczów, z okręgu wyborczego nr 42 Łopatyn–Brody–Radziechów. 